# هانس-خواكيم أبيل
هانس-خواكيم أبيل (بالألمانية: Hans-Joachim Abel)‏ هو لاعب كرة قدم ألماني في مركز الهجوم، ولد في 25 يونيو 1952 في دوسلدورف في ألمانيا. شارك مع منتخب ألمانيا الأولمبي لكرة القدم. أما مع النوادي، فقد لعب مع شالكه 04 وفورتونا دوسلدورف ونادي بوخوم ونادي بينراث ونادي فادوتس.

## وصلات خارجية
- هانس-خواكيم أبيل على موقع قاعدة بيانات كرة القدم.إي يو (الإنجليزية)
- هانس-خواكيم أبيل على موقع بيانات كرة القدم. دي إي (الألمانية)
- هانس-خواكيم أبيل على موقع عالم كرة القدم.نت (الإنجليزية)